# Tarna Mare
Tarna Mare (Nagytarna en hongrois, Großtarna en allemand) est une commune roumaine du județ de Satu Mare, dans la région historique de Transylvanie et dans la région de développement du Nord-ouest.

## Géographie
La commune de Tarna Mare est située dans l'exorême nord du județ, à la frontière avec 'Ukraine, sur la rivière Tarna, dans les Monts Oaș, à 60 km au nord de Satu Mare, le chef-lieu du județ.
La municipalité est composée des quatre villages suivants (population en 2002) :
- Bocicău (647) ;
- Tarna Mare (1 906), siège de la commune ;
- Valea Seacă (1 129) ;
- Văgaș (6).

Le climat de la commune est de type continental tempéré avec une moyenne hivernale des températures comprise entre −7 °C et +2 °C et une moyenne estivale comprise entre 10 °C et 15 °C. Les précipitations sont comprises entre 1 200 mm et 1 400 mm.

## Histoire
La première mention écrite du village de Tarna Mare date de 1430. Bocicău est mentionné en 1574, Valea Seacă en 1378 tandis que le village de Văgaș a été fondé au début du XIXe siècle par des colons allemands.
La commune, qui appartenait au royaume de Hongrie, faisait partie de la principauté de Transylvanie et elle en a donc suivi l'histoire. Les villages de la commune ont été des fiefs de la famille de la noblesse hongroise Perényi.
Après le compromis de 1867 entre Autrichiens et Hongrois de l'empire d'Autriche, la principauté de Transylvanie disparaît et, en 1876, le royaume de Hongrie est partagé en comitats. Tarna Mare intègre le comitat de Ugocsa (ugocsa vármegye) dont le chef-lieu était la ville de Vynohradiv aujourd'hui en Ukraine.
À la fin de la Première Guerre mondiale, l'Empire austro-hongrois disparaît et la commune rejoint la Grande Roumanie au traité de Trianon.
En 1940, à la suite du deuxième arbitrage de Vienne, elle est annexée par la Hongrie jusqu'en 1944, période durant laquelle son importante communauté juive est exterminée par les nazis. Elle réintègre la Roumanie après la Seconde Guerre mondiale au traité de Paris en 1947.

## Politique
Le conseil municipal de Tarna Mare compte 13 sièges de conseillers municipaux. À l'issue des élections municipales de juin 2008, Marian Monica Sobius (PD-L) a été élu maire de la commune.
| Parti                          | Nombre de conseillers |
| ------------------------------ | --------------------- |
| Parti démocrate-libéral (PD-L) | 4                     |
| Parti social-démocrate (PSD)   | 4                     |
| Parti national libéral (PNL)   | 3                     |
| Parti conservateur             | 2                     |

## Religions
En 2002, la composition religieuse de la commune était la suivante :
- Chrétiens orthodoxes, 88,32 % ;
- Catholiques romains, 4,62 % ;
- Pentecôtistes, 3,76 % ;
- Réformés, 1,45 %.

## Démographie
En 1910, à l'époque austro-hongroise, la commune comptait 1 863 Roumains (55,93 %), 958 Hongrois (28,76 %), 490 Ukrainiens (14,71 %) et 20 Allemands (0,60 %),.
En 1930, on dénombrait 2 349 Roumains (65,52 %), 450 Ukrainiens (12,55 %), 397 Juifs (11,07 %), 228 Hongrois (6,36 %), 141 Allemands (3,93 %) et 38 Tsiganes (1,06 %).
En 1956, après la Seconde Guerre mondiale, 3 086 Roumains (86,59 %) côtoyaient 325 Hongrois (9,12 %), 95 Ukrainiens (2,65 %), 30 Allemands (0,84 %) et 22 Juifs (0,62 %).
En 2002, la commune comptait 3 333 Roumains (89,64 %), 169 Hongrois (4,54 %), 166 Tsiganes (4,46 %), 27 Ukrainiens (0,72 %) et 23 Allemands (0,61 %). On comptait à cette date 1 175 ménages et 1 230 logements.
| 1880  | 1890  | 1900  | 1910  | 1920  | 1930  | 1941  | 1956  | 1966  |
| ----- | ----- | ----- | ----- | ----- | ----- | ----- | ----- | ----- |
| 1 989 | 2 578 | 3 142 | 3 331 | 2 435 | 3 585 | 4 050 | 3 564 | 3 733 |

| 1977  | 1992  | 2002  | 2007  | - | - | - | - | - |
| ----- | ----- | ----- | ----- | - | - | - | - | - |
| 3 931 | 4 040 | 3 718 | 3 904 | - | - | - | - | - |

## Économie
L'économie de la commune repose sur l'agriculture, l'élevage et l'exploitation des forêts.

## Communications

### Routes
Tarna Mare est située sur la route régionale DJ109M qui le relie à Bătarci ainsi qu'à Satu Mare par les nationales DN1C et DN19. La commune possède un passage frontière avec l'Ukraine mais celui-ci est fermé.

## Lieux et monuments
- Bocicău, église orthodoxe datant de 1904[10].

- Tarna Mare, église orthodoxe St Jena Baptiste (Sf. Ioan Botezătorul) datant de 1890[10].

- Tarna Mare, église orthodoxe du Cœur de Jésus (Inimii lui Isus) datant de 1904[10].

- Valea Seacă, église orthodoxe construite entre 1860 et 1890[10].